# Лейла Атар
Лейла Атар (на английски: Leylah Attar) е американска писателка на произведения в жанра социална драма, любовен роман и романтичен трилър.

## Биография и творчество
Първият ѝ роман „53 писма за моя любим“ от поредицата „53 писма“ е издаден през 2014 г. Той е история за любовта, лоялността, страстта, предателството и надеждата, щастието и изкуплението, представена чрез съдбите на двама души – перфектната съпруга, майка и дъщеря, Шайда Хиджази, която обаче 33 години пази тайни и погребва мечтите си в името на семейството, и вълнуващият и опасен Трой Хийтгейт, който прави точно каквото си иска. Родени в един и същи ден в различни краища на света, животите им се сблъскват.
През 2017 г. е издаден романът ѝ „Мъглите на Серенгети“. Бомба избухва в търговски център в Източна Африка и след атентата се срещат двама души – Джак Уордън, разведен фермер, отглеждащ кафе в Танзания, който губи единствената си дъщеря, и англичанката Родел Емерсън, която губи единствените си брат и сестра. Двамата тръгват на мисия да спасят трите деца в обширните равнини на Серенгети, но в тази мисия ще спасяват и собствените си души. Романът получава награда за откритие.
През 2019 г. е издаден романът ѝ „Моти по водата“. Моти е девойка от Индия, живееща в Чикаго, която от раждането си получава предсказание, че ще срещне до вода и ще се омъжи за човек с два палеца, а ако не го направи, майка ѝ ще загине. Едн ден тя среща красавеца Никос Манолас, който има втори палец на едната си ръка, и се опитва да спечели сърцето му. Но малко след това, на круизен кораб около гръцките острови на сватбеното тържество на своята братовчедка, среща готвача на круиза, шеф Александрос, в когото се влюбва, което я изправя през съдбовна дилема. Романът печели наградата на списание Writer’s Digest.
Книгите ѝ попадат в списъците на бестселърите на „Уолстрийт Джърнъл“ и „Ю Ес Ей Тъдей“. Лейла Атар живее в Торонто.

## Произведения

### Самостоятелни романи
- The Paper Swan (2015)[1][2][3]
- Mists of the Serengeti (2017)
Мъглите на Серенгети, изд. ИК „Горгона“ (2021), прев. Милена Тодорова
- Moti on the Water (2019)
Моти по водата, изд.: ИК „Рива“, София (2023), прев. Виктория Андонова
- The Night Blossoms (2022)

### Поредица „53 писма“ (53 Letters)
1. 53 Letters For My Lover (2014)[1][3]

- From His Lips (2014) – новела